# Theloderma
Theloderma, note comunemente come rane dagli occhi di insetto, rane muschiate o rane verrucose, è un genere di rane appartenenti alla famiglia Rhacophoridae, sottofamiglia Rhacophorinae, il cui areale va dall'India nord-orientale e dalla Cina meridionale, attraverso l'Asia sud-orientale, fino alle Isole della Sonda; la più alta ricchezza di specie appartenenti a questo genere si trova in Indocina. Alcune specie, in particolare T. corticale, sono talvolta tenute in cattività.
Sono rane di medie o piccole dimensioni con lunghezze massime dal muso alla cloaca che vanno da 2 a 7,5 centimetri a seconda della specie, e la loro pelle può essere liscia, verrucosa o tubercolata. Il genere comprende specie dalla colorazione vivace, ma la maggior parte di esse presentano una colorazione che permette loro di mimetizzarsi perfettamente nel loro habitat naturale, assomigliando a materiale vegetale (tipicamente corteccia o muschio) o escrementi di uccelli.
Si sa poco del loro comportamento, ma si nutrono di piccoli artropodi. Nelle specie note, la riproduzione avviene in una piccola pozza d'acqua in una cavità di un albero, di bambù o piccole cavità nella roccia. La femmina depone 4–20 uova appena sopra l'acqua. Dopo circa una o due settimane si schiudono in girini che cadono nell'acqua, trasformandosi in rane adulte dopo alcuni mesi o un anno.

## Tassonomia
Il taxon gemello di Theloderma è Nyctixalus. La tassonomia di questo genere e di Nyctixalus così come di Theloderma moloch è continua evoluzione; oggi (2024) sia AmphibiaWeb che Amphibian Species of the World riconoscono i due generi come validi.
Secondo l'Amphibian Species of the World, sono riconosciute 26 specie nel genere Theloderma:
- Theloderma albopunctatum (Liu and Hu, 1962)
- Theloderma annae Nguyen, Pham, Nguyen, Ngo, and Ziegler, 2016
- Theloderma asperum (Boulenger, 1886)
- Theloderma auratum Poyarkov, Kropachev, Gogoleva, and Orlov, 2018
- Theloderma baibungense (Jiang, Fei, and Huang, 2009)
- Theloderma bicolor (Bourret, 1937)
- Theloderma corticale (Boulenger, 1903)
- Theloderma gordoni Taylor, 1962
- Theloderma horridum (Boulenger, 1903)
- Theloderma khoii Ninh, Nguyen, Nguyen, Hoang, Siliyavong, Nguyen, Le, Le & Ziegler, 2022
- Theloderma lacustrinum Sivongxay, Davankham, Phimmachak, Phoumixay, and Stuart, 2016
- Theloderma laeve (Smith, 1924)
- Theloderma lateriticum Bain, Nguyen, and Doan, 2009
- Theloderma leporosum Tschudi, 1838
- Theloderma licin McLeod and Norhayati, 2007
- Theloderma moloch (Annandale, 1912)
- Theloderma nagalandense Orlov, Dutta, Ghate, and Kent, 2006
- Theloderma nebulosum Rowley, Le, Hoang, Dau, and Cao, 2011[6]
- Theloderma palliatum Rowley, Le, Hoang, Dau, and Cao, 2011[6]
- Theloderma petilum (Stuart and Heatwole, 2004)
- Theloderma phrynoderma (Ahl, 1927)
- Theloderma pyaukkya Dever, 2017
- Theloderma rhododiscus (Liu and Hu, 1962)
- Theloderma ryabovi Orlov, Dutta, Ghate, and Kent, 2006
- Theloderma stellatum Taylor, 1962
- Theloderma truongsonense (Orlov and Ho, 2005)
- Theloderma vietnamense Poyarkov, Orlov, Moiseeva, Pawangkhanant, Ruangsuwan, Vassilieva, Galoyan, Nguyen, and Gogoleva, 2015